# Kokkojärvi (sjö i Finland, Norra Österbotten)
Kokkojärvi är en sjö i Finland. Den ligger i kommunen Kuusamo i landskapet Norra Österbotten, i den nordöstra delen av landet, 700 km norr om huvudstaden Helsingfors. Kokkojärvi ligger 253,8 meter över havet. Den är 12,02 meter djup. Arean är 1,77 kvadratkilometer och strandlinjen är 15,45 kilometer lång. Sjön  ingår i Kems huvudavrinningsområde. 